# Wasserschloss (Hamburgo)
El Wasserschloss (lit. ‘Castillo de agua’) es un edificio histórico de la Speicherstadt de Hamburgo, en pleno Elba hamburgués (al norte de Alemania). Está ubicado en la punta de un pequeño saliente artificial que divide uno de los muchos brazos del delta interno de Hamburgo (Binnendelta der Unterelbe) en dos canales. Al otro lado del edificio, frente a su entrada principal, la calle que conecta las dos orillas se conforma de dos puentes, que se extienden sobre cada uno de los canales.
El edificio está catalogado como monumento arquitectónico de Hamburgo desde 1991. Es considerado uno de los hitos más fotografiados del histórico complejo de almacenes, siendo además uno de los pocos edificios originales del puerto que se han conservado hasta la actualidad en su forma original.

## Etimología
La palabra alemana Wasserschloss significa ‘castillo de agua’ (o ‘castillo de foso’), aunque el edificio hamburgués no es ni fue jamás un castillo. La mayoría de castillos de agua en Alemania se denominan sencillamente «castillo (de)» (Schloss o Burg), aunque algunos sí recogen en su nombre el vocablo compuesto. Dadas las medidas del edificio hamburgués y para diferenciarlo de los castillos propiamente dichos, ha recibido popularmente el nombre Wasserschlösschen (pequeño Wasserschloss).

## Historia y arquitectura
El Wasserschloss es un edificio de cuatro plantas, construido entre 1905 y 1907 en el marco de la tercera etapa de construcción de la Speicherstadt (entre 1899 y 1912). Su desarrollo se basó en diseños de los arquitectos hamburgueses Bernhard Georg Hanssen y Wilhelm Emil Meerwein, quienes también habían participado años atrás en el diseño y construcción del Ayuntamiento de Hamburgo, entre otras obras emblemáticas de la ciudad (como el Hamburger Hof o la Musikhalle).
La fachada del edificio, desarrollada al estilo expresionista en ladrillo (estilo arquitectónico particular del norte de Alemania), presenta bandas de ladrillos de vidrio y articulaciones realizadas en granito. Los elementos más destacados de la fachada, que da hacia la calle (el lado opuesto al del borde del agua), son el tejado de cobre verde, las altas ventanas de arco apuntado y el mirador redondo, con sus ventanas estrechas y ático de tono verdoso distinto al del tejado de cobre (más claro).
La fachada trasera del edificio, la más emblemática (pues es la que se distingue desde el río), se destaca también por sus ventanas arqueadas, además de las ventanas abuhardilladas con cúpulas del mismo tono verdoso. La única torre del edificio está integrada en esta fachada —más distinguible en su parte superior, donde sobresale del tejado—, con su cúpula puntiaguda y pequeño reloj, ambos compartiendo también el mismo color verdoso. La extensión de baja altura en este lado del edificio que da al agua, con su aspecto de antiguo almacén, tejado a dos aguas y una chimenea industrial, no pertenecía a la estructura original del Wasserschloss, sino que fue incorporada en el período de entreguerras, habiendo sido construida a partir de los escombros que abundaban en el puerto (la zona hoy conocida como HafenCity).   

## Uso
Originalmente, el Wasserschloss servía como taller y alojamiento para los empleados del puerto encargados del mantenimiento y reparación de los cabrestantes o molinetes hidráulicos. Estos, junto a otro personal técnico del puerto, tenían el permiso —considerado privilegio— de residir dentro del recinto de la Speicherstadt. Los cabrestantes constituían una parte crucial de las instalaciones de almacenaje, que no contaban con ascensores montacargas. Las mercancías se cargaban y descargaban de las plataformas de almacenamiento con árganos situados en el exterior de los edificios dedicados a este fin. El Wasserschloss tenía una función importante en este proceso, pues desde allí se despachaban las pesadas piezas de recambio necesarias para los trabajos de mantenimiento, transportadas por calles y canales; en el primer caso, haciendo uso de dos grúas instaladas en el lado este del edificio, y en el segundo, a través de un largo camino que partía desde las grandes puertas en su fachada principal.
Actualmente, el edificio sirve con fines comerciales y gastronómicos, alojando entre otros un comercio especializado en la importación y distribución de té —siendo junto con el café uno de los productos históricos comercializados en el puerto de Hamburgo, donde se encuentra el antiguo edificio de la Bolsa de Café (Kaffeebörse)—, que incluye un local de degustación. Otro pequeño café se encuentra al otro lado del edificio, en una terraza abierta con vistas al río. Por su ubicación y arquitectura, el Wasserschloss se ha convertido en un sitio solicitado para la celebración de bodas y ha servido como escenario para algunas producciones televisivas.